# St. Georg (Amberg)

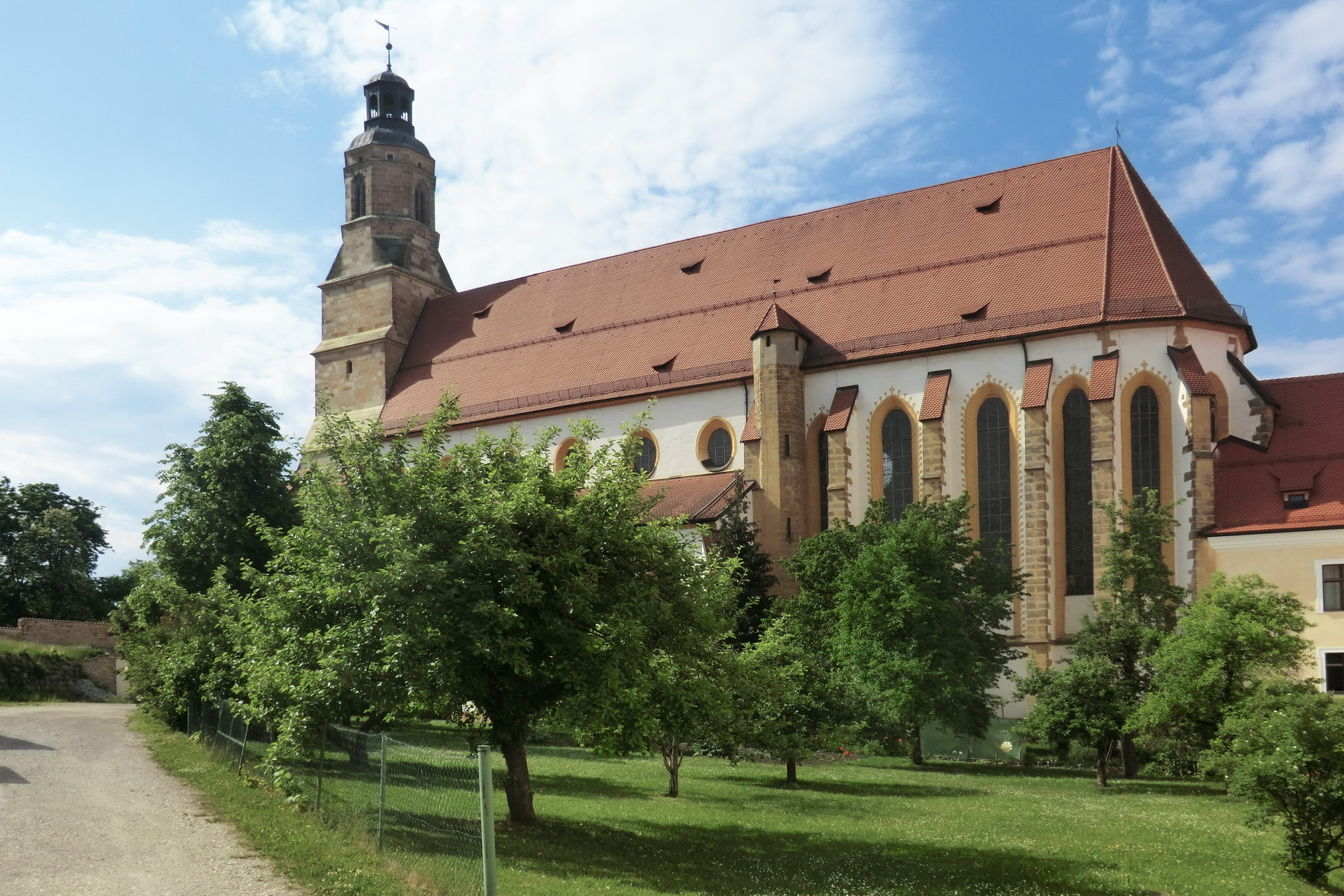
St. Georg (Amberg)

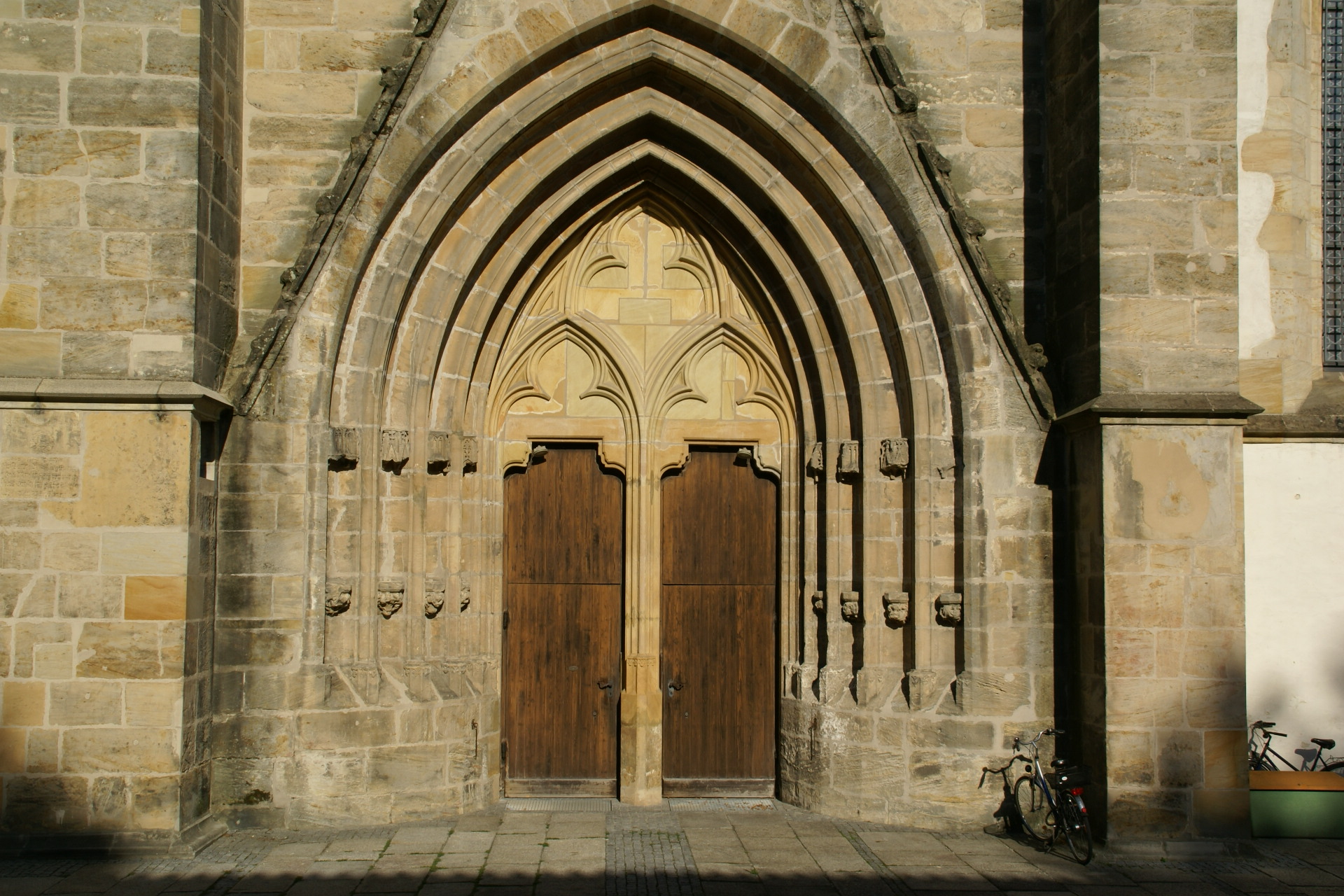
Westportal

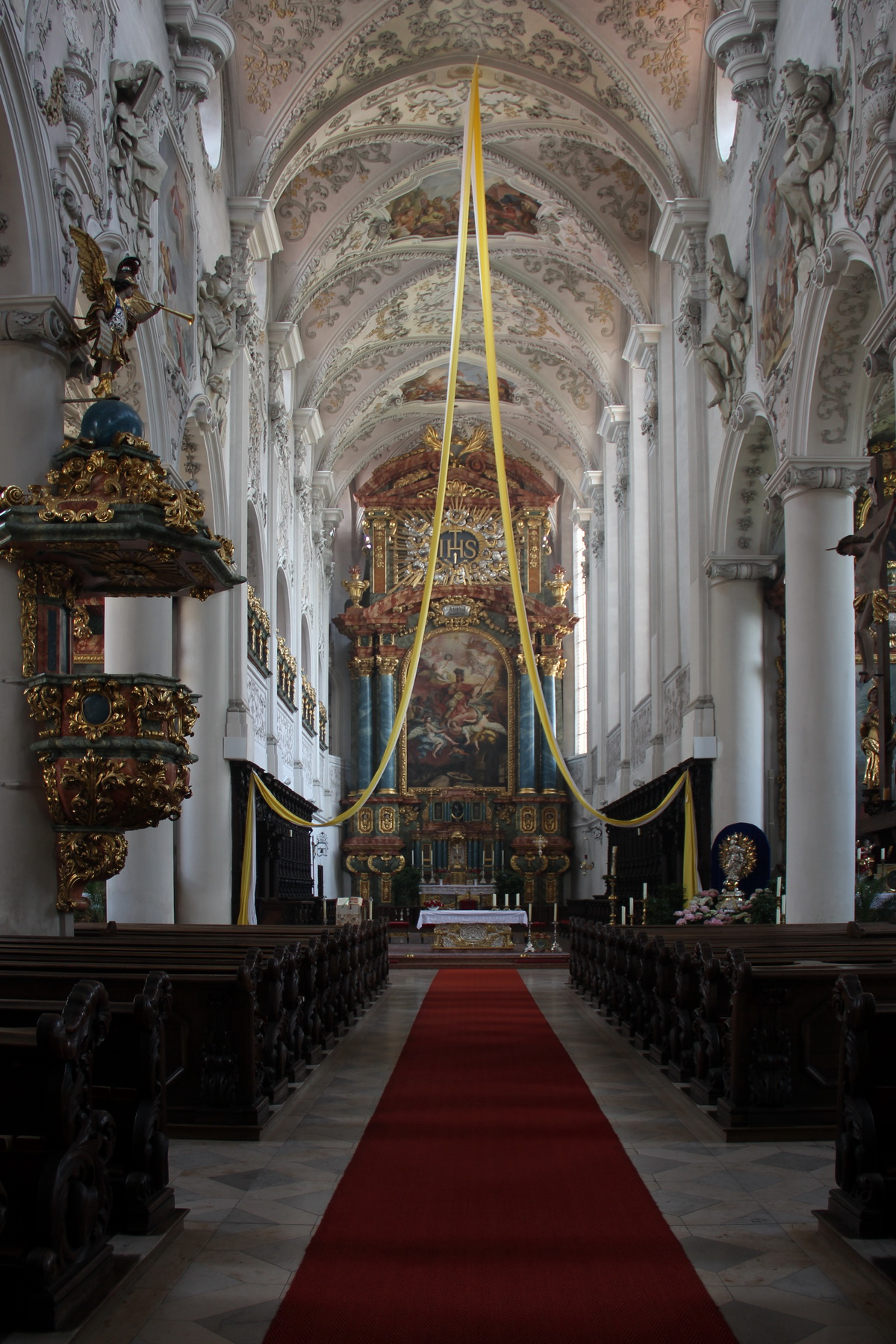
Innenansicht

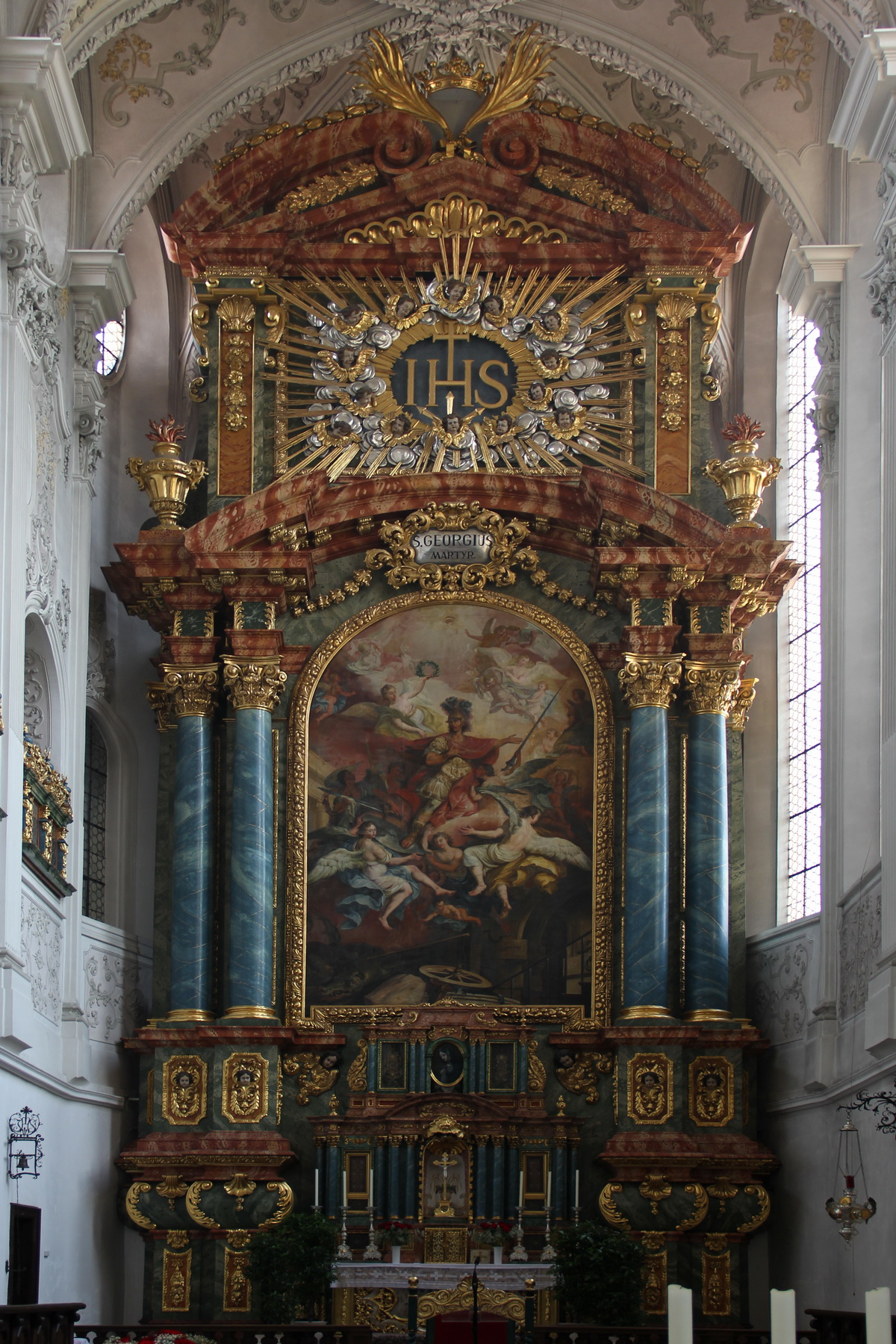
Hochaltar

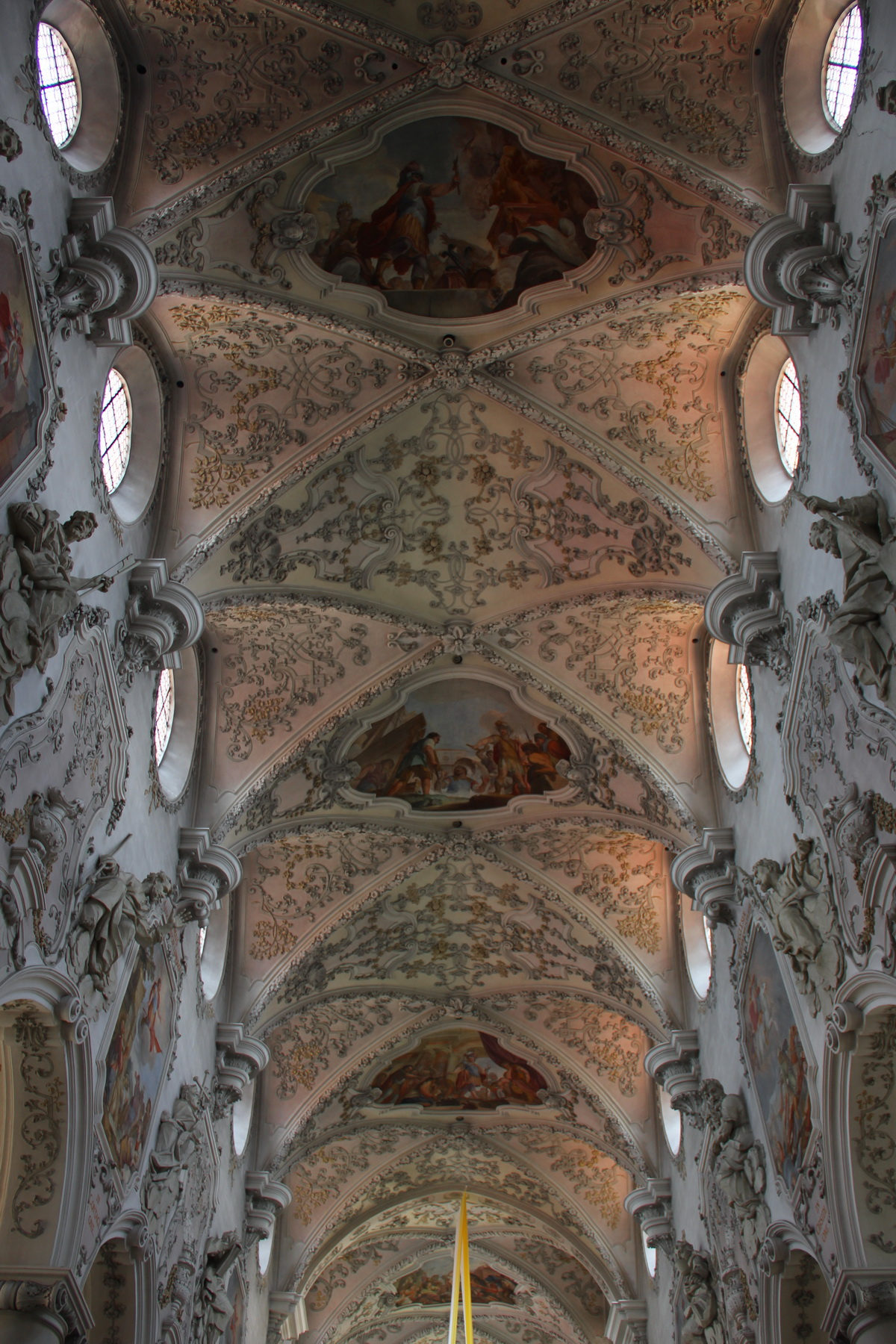
Gewölbe des Mittelschiffs

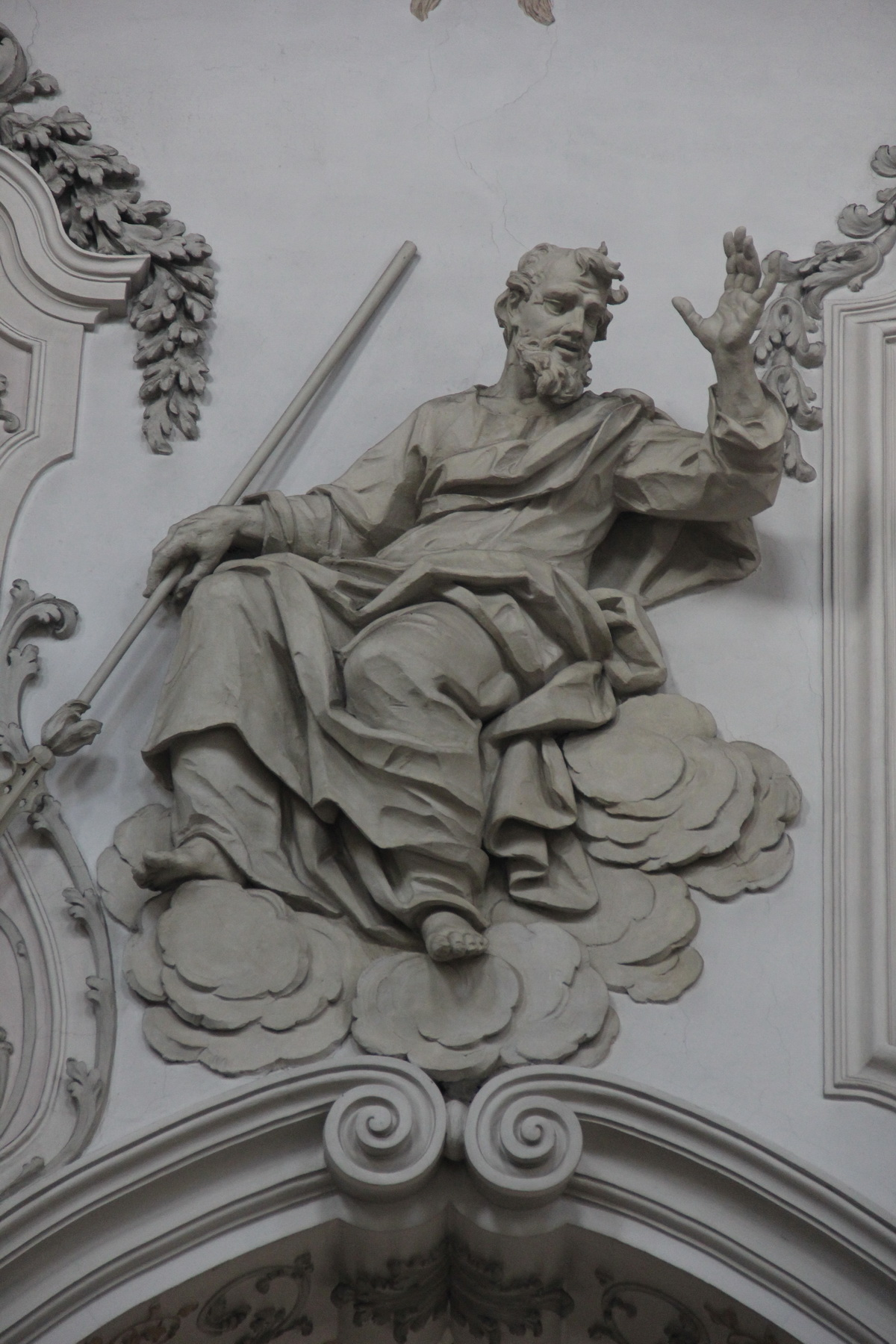
Stuckapostel

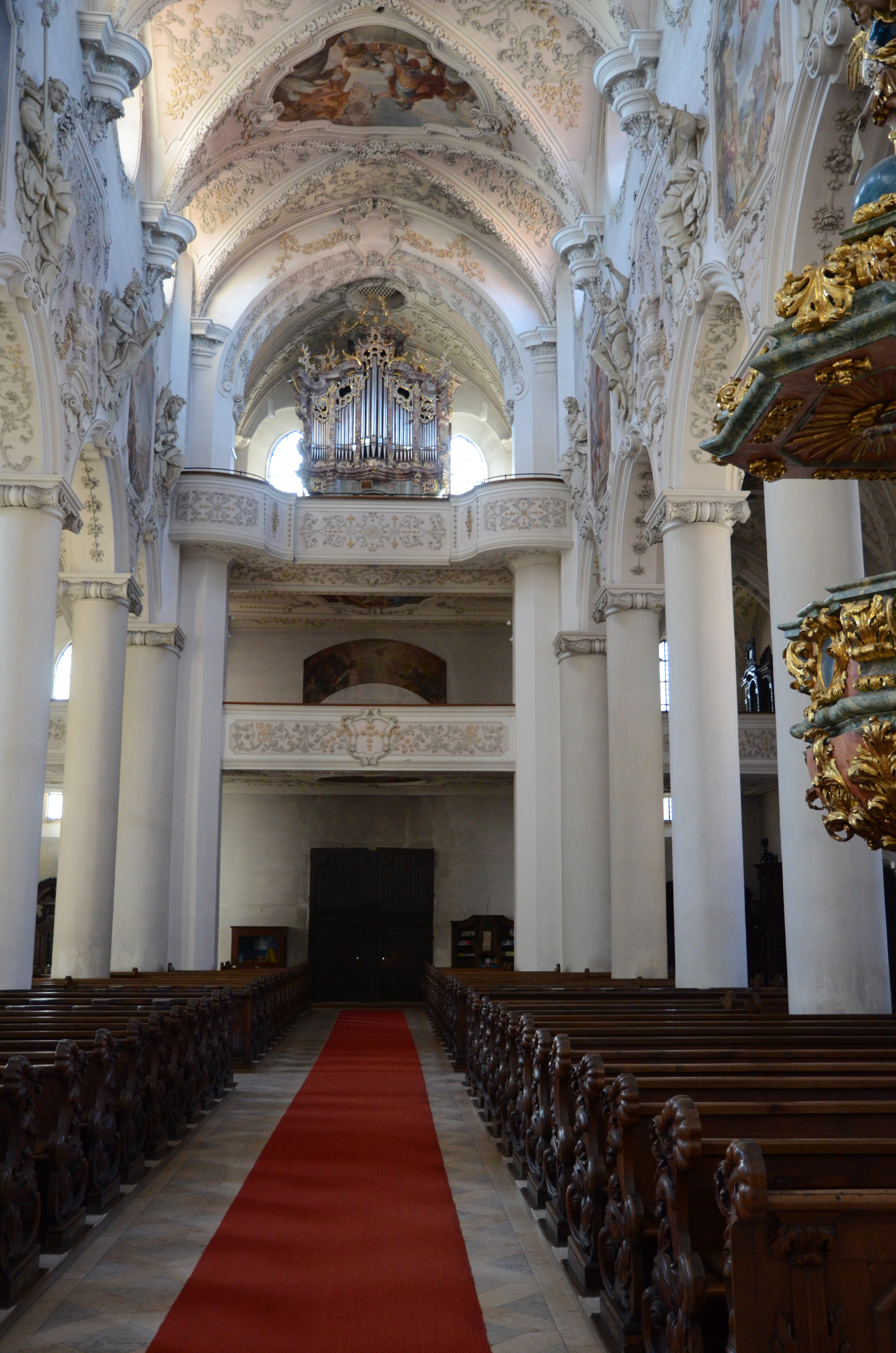
Innenansicht nach Westen

Die römisch-katholische Stadtpfarrkirche St. Georg ist eine gotische, barockisierte Basilika in Amberg in der Oberpfalz. Sie gehört zur Kirchengemeinde St. Georg Amberg im Dekanat Amberg-Ensdorf des Bistums Regensburg. Der Kirche benachbart liegt der gewaltige Baukomplex des Jesuitenkollegs.

## Geschichte
Die Kirche St. Georg wurde 1094 erstmals als außerhalb der Siedlung stehende Pfarrkirche erwähnt. In den Jahren von 1599 bis 1619 war sie geschlossen. 1622 wurde sie an die Jesuiten übergeben und 1629 wurden die Pfarrrechte auf St. Martin übertragen. Von 1782 bis 1808 war die Kirche im Besitz des Malteserordens, seit 1808 wurde sie als Garnisons- und Studienkirche verwendet. Seit 1923 ist sie wieder Pfarrkirche.
Nach Grabungen im Jahr 1977 wurde ein Saalbau mit eingezogener Apsis aus den Jahren nach 1034 als erster Vorgängerbau bestimmt. Das heutige Bauwerk wurde nach einer Inschrift am Chor ab 1359 als hochgotische dreischiffige Basilika mit einschiffigem Chor erbaut. Heinrich Hirsel wurde 1379 als Baumeister bezeugt. Der Kirchenraum wurde um 1407 und der Turm Anfang des 16. Jahrhunderts vollendet. Im Jahr 1652 erfolgte eine erste Barockisierung unter Leitung von Francesco Garbaninis. Im Jahr 1672 wurde die Sakristei vergrößert. Im Jahr 1675 wurde die Kreuzkapelle, 1695 die Marienkapelle durch Wolfgang Dientzenhofer und 1754 die Schutzengel- und Aloisiuskapelle angebaut. In den Jahren von 1718 bis 1723 wurde eine umfassende Barockisierung durchgeführt, bei der eine Stuckierung durch Johann Baptist Zimmermann erfolgte; danach um die Jahrhundertmitte wurden die Seitenkapellen durch seinen Neffen Anton Landes stuckiert und eine Ausmalung wurde durch Johann Adam Müller vorgenommen. Eine Gesamtrestaurierung erfolgte in den Jahren von 1977 bis 1984.

## Architektur

### Äußeres
Das Bauwerk ist eine gotische dreischiffige Rundpfeilerbasilika mit Langchor, der in einem Schluss aus sieben Seiten eines Zehnecks endet. Äußerlich ist das Bauwerk durch die Lanzettfenster in den Seitenschiffen und im Chor geprägt, nur im Obergaden sind barocke Rundfenster angeordnet. Die Strebepfeiler sind am Chor kräftig ausgebildet. Der Westturm ist in das Langhaus einbezogen und nimmt die Breite des Mittelschiffs ein; die Seitenschiffe werden mit mächtigen Strebepfeilern überspannt. Der Turm verjüngt sich nach oben zum quadratischen Grundriss und endet in einem Oktogon mit welscher Haube und Laterne. Am Bauwerk sind drei polygonale Treppentürme angebaut. Die vier barocken Seitenkapellen sind symmetrisch angeordnet und dreiseitig geschlossen.
Im Westen ist ein Gewändeportal mit Steilgiebel und Krabbenbesatz mit einer zweiteiligen Maßwerköffnung angeordnet. Das Gewände wird durch Birnstabprofile in vier tiefe Kehlen gegliedert, die Figurenbaldachine sind heute leer. Das barocke Hauptportal ist zwischen den beiden südlichen Seitenkapellen angeordnet. Der Turm und hervorgehobene Partien des Außenbauwerks zeigen Mauerwerk aus Sandsteinquadern. Im Jahr 1977 wurden an der Südseite des Chores Reste der originalen Fassung entdeckt, die Figuren vor einer Häuserreihe und Inschriften zeigt.

### Inneres
Der Gesamteindruck des in den Proportionen gotischen Raumes wird durch die Stuckdekoration bestimmt, die sich über die ursprünglichen Gliederungselemente wie Pfeiler, Arkadenbögen, Konsolen und Rippen legt und den vorhandenen Gewölbefeldern angepasst ist. Die Proportionen (die Höhe und Breite des Chors sind die gleiche wie die des Mittelschiffs, das doppelt so hoch und sechsmal so lang wie breit ist) wurden durch Zimmermann durch eine unterschiedliche Gliederung in beiden Raumteilen bewältigt: im Chor ist eine vertikal ausgerichtete Pilastergliederung, im Langhaus eine horizontale Ausrichtung der Stuckdekoration und der Gemäldefelder zu finden.
Im Mittelschiff ruht das Gewölbe auf kräftig profilierten Konsolen mit eingezogenen Umrissen in Form eines Segmentbogens, in den Seitenschiffen auf ionischen Pilastern; im Chor wird es von kannelierten korinthischen Pilastern mit ausladenden Gebälkstücken aufgefangen. Die Rundpfeiler sind mit ionischen Kapitellen zu Säulen umgestaltet, die Schenkel der Arkadenbögen am Scheitel volutenartig eingerollt.
Meisterwerke der barocken Stuckierung sind die zwölf um 1720 von Zimmermann geschaffenen Apostel. Sie sind über den Arkadenbögen auf Wolkenbänken schwebend dargestellt und zeichnen sich durch lebendige, individuelle Charakterisierung aus.
Die Fresken von Müller zeigen an den Chor- und Mittelschiffsgewölben das Martyrium des Patrons, das mit dessen Enthauptung über dem Hochaltar endet. An den Obergadenwänden sind seine Mittler- und Schutzherrschaft gezeigt. Im nördlichen Seitenschiffsgewölbe sind drei Szenen aus dem Leben des Ordenspatrons Ignatius, im südlichen aus dem Leben des heiligen Franz Xaver dargestellt. Die im Jahr 1895 vorgenommene Übermalung der Malereien in den Seitenschiffen wurde in den Jahren zwischen 1980 und 1983 entfernt und die Fehlstellen ergänzt. Das Fresko der unteren Westempore wurde 1772 von Johann Adam Müller geschaffen und zeigt das Bekenntnis des heiligen Georg zum Kreuz.

## Ausstattung
Die reichhaltige Ausstattung wurde größtenteils durch den Jesuitenpater Johann Hörmann († 1699) konzipiert.
Der mächtige Hochaltar aus dem Jahr 1695 hat eine ausladende Sockelzone. Das Bild des Hochaltars mit einer Darstellung der Glorie des heiligen Georg wurde 1766 von dem Münchner Hofmaler Johann Nepomuk Schöpf geschaffen. Die beiden Seitenaltäre von 1669 sind mit je zwei Säulen ausgestattet. Das Altarblatt am nördlichen Seitenaltar zeigt den heiligen Ignatius, das am südlichen den heiligen Franz Xaver, beide wurden von Caspar de Crayer geschaffen. Der Kreuzaltar in der nordöstlichen Kapelle zeigt die Kreuzabnahme Christi und wurde vermutlich gleichzeitig mit dem Hochaltar von Caspar de Crayer geschaffen. Am Marienaltar gegenüber von 1695 ist Maria Immaculata dargestellt, die 1695/1697 von Johann Andreas Wolff geschaffen wurde. Im Tabernakel steht das Gnadenbild aus dem Kloster Kastl einer Muttergottes als Halbfigur, ein niederländisches Tafelbild aus der zweiten Hälfte des 15. Jahrhunderts, das wegen seiner Beschädigung im kalvinistischen Bildersturm als Maria, der in den Flammen unversehrte Dornbusch bezeichnet wird.
Die rückwärtigen Seitenaltäre wurden 1754 geschaffen, die Holzaufbauten mit Säulen und Volutenpilastern stammen von der Schreinerwerkstatt Bacher aus Amberg, die Fassmalerei wurde von Georg Andreas Zellner und Franz Xaver Zellner ausgeführt. Auf dem Altarblatt des nördlichen Altars ist der heilige Schutzengel, auf dem des südlichen der heilige Aloisius dargestellt, beide wurden von Johann Georg Wolcker aus Augsburg geschaffen.
Die Kanzel wurde 1702 zwischen dem nördlichen Seiten- und Mittelschiff angeordnet, vermutlich nach einem Entwurf von Hörmann ausgeführt und zeigt am Schalldeckel eine Fama mit Weltkugel.
Die übrige Einrichtung entstand ebenfalls zu großen Teilen nach Entwürfen von Johann Hörmann: darunter das Langhaus- und Chorgestühl aus den Jahren 1701/1702, die ältesten Beichtstühle an der Westwand aus der Zeit um 1700 sowie Schränke mit Knorpelwerkverzierungen und die Kassettendecke der Sakristei nach 1672. Im nördlichen Seitenschiff ist ein Kalksteinepitaph für den Malteser-Komtur Freiherr von Weichs († 1801) aufgestellt, das von Friedrich Wagner signiert wurde.

## Orgeln
Schon vor 1500 gab es eine Schwalbennestorgel rechts vorne an der Südseite des Hauptschiffs. 1535 wurden deren Bälge von Friedrich Pfannmüller repariert. 1604 wurde das schadhafte Instrument „abgenommen“ und die Pfeifen verkauft. Nach der Barockisierung der Kirche fertigte Johann Konrad Funtsch aus Amberg 1767 ein neues (sein größtes) Orgelwerk mit 22 Registern auf zwei Manualen und Pedal.
Die Disposition wurde 1902 von Ludwig Edenhofer nach der Folge der Registerzüge aufgezeichnet. Hier ist die Disposition in moderner Registerfolge dargestellt. Sie wurde mit anderen Werken von Funtsch abgeglichen, unstimmige Abweichungen von Edenhofer in Klammern angegeben.
| I Untermanual CDEFGA–e3 |               |                |
| 1.                      | Prinzipal     | 8′             |
| 2.                      | Gamba         | 8′             |
| 3.                      | Amorosa       | 8′             |
| 4.                      | Viola         | 8′             |
| 5.                      | Oktav Maior   | 4′             |
| 6.                      | Gemshorn      | 4′             |
| 7.                      | Quint         | 2 ⁄3′          |
| 8.                      | Oktav Minor   | 2′             |
| 9.                      | Sesquisaltera | 1 3⁄5′ (E: 1') |
| 10.                     | Mixtur Maior  | 2' (E: 4')     |
| 11.                     | Mixtur Minor  | 1′ (E: 3')     |

| II Obermanual CDEFGA–e3 |            |            |
| 12.                     | Copel      | 8′         |
| 13.                     | Echo       | 8′         |
| 14.                     | Salicional | 8′         |
| 15.                     | Biffara    | 8′         |
| 16.                     | Flauto     | 4′ (E: 8') |
| 17.                     | Flagionett | 2′         |
| 18.                     | Cympel II  | 2′         |

| Pedal CDEFGA–a0 |                         |             |
| 19.             | Subbaß offen            | 16′         |
| 20.             | Oktavbaß                | 8′          |
| 21.             | Quintbaß (E: fehlt)     | 6′          |
| 22.             | Fagott (E: Posaunenbaß) | 8′ (E: 16') |

- Koppeln: Congressio organum (II/I), Tutti (I/P)

1903 lieferte Edenhofer (Deggendorf) einen Neubau mit pneumatischen Taschenladen (14/II/P).
| I. Manual C–f3 |                |       |
| 1.             | Prinzipal      | 8′    |
| 2.             | Viola di Gamba | 8′    |
| 3.             | Oktave         | 4′    |
| 4.             | Traversflöte   | 4′    |
| 5.             | Mixtur 3fach   | 2 ⁄3′ |
| 6.             | Tibia          | 8'    |
| 7.             | Bordon         | 16′   |

| II. Manual C–f3 |                 |    |
| 8.              | Geigenprinzipal | 8′ |
| 9.              | Salicional      | 8′ |
| 10.             | Fugara          | 4′ |
| 11.             | Lieblichgedeckt | 8′ |

| Pedal C–d1 |              |     |
| 12.        | Prinzipalbaß | 16′ |
| 13.        | Subbaß       | 16′ |
| 14.        | Violon       | 8′  |

- Koppeln: II/I, I/P, II/P, I Oberoktavkoppel, II Unteroktavkoppel.
- Druckknöpfe für: 0, P, F, FF

1941 erweiterte Michael Weise die Orgel um 17 Register, 1961 kamen noch einmal drei dazu (34/III/P).
| I. Manual C–f3 |                 |     |
| 1.             | Bordon          | 16′ |
| 2.             | Principal       | 8′  |
| 3.             | Tibia           | 8′  |
| 4.             | Viola da Gamba  | 8′  |
| 5.             | Oktave          | 4′  |
| 6.             | Traversflöte    | 4′  |
| 7.             | Cornett 3–5fach |     |
| 8.             | Mixtur 3fach    | 2'  |
| 9.             | Trompete        | 8'  |

| II. Manual C–f3 |                   |             |
| 10.             | Geigenprincipal   | 8′          |
| 11.             | Lieblichgedeckt   | 8′          |
| 12.             | Salicional        | 8′          |
| 13.             | Spitzflöte        | 4′          |
| 14.             | Nachthorn         | 2'          |
| 15.             | Sesquialter 2fach |             |
| 16.             | Sifflöte          | 1′ (1961)   |
| 17.             | Cimbel 3fach      | 1⁄2′ (1961) |

| III. Manual C–f3 |               |       |
| 18.              | Rohrflöte     | 8′    |
| 19.              | Quintade      | 8′    |
| 20.              | Principal     | 4′    |
| 21.              | Nachthorn     | 4′    |
| 22.              | Blockflöte    | 2'    |
| 23.              | Nasat         | 1 ⁄3′ |
| 24.              | Scharff 4fach | 1'    |
| 25.              | Krummhorn     | 8'    |
| 26.              | Clarine       | 4'    |

| Pedal C–d1 |               |           |
| 27.        | Principalbaß  | 16′       |
| 28.        | Subbaß        | 16′       |
| 29.        | Zartbaß       | 16′       |
| 30.        | Violonbaß     | 8′        |
| 31.        | Gedecktbaß    | 8′        |
| 32.        | Choralbaß     | 4′        |
| 33.        | Posaune       | 16′       |
| 34.        | Pedaltrompete | 8′ (1961) |

- Koppeln: II/I, I/P, II/P, I Oberoktavkoppel, II Unteroktavkoppel.
- Druckknöpfe für: 0, P, F, FF

Zunehmende funktionale Mängel an der Edenhofer-Weise-Orgel führten 1981 zu einem Neubau von Orgelbau Oberlinger (48/III/P) mit mechanischen Schleifladen. Die Registertraktur wurde 1996 durch Thomas Jann elektrifiziert.
| I. Hauptwerk C–a3 |                    |       |
| 1.                | Gemshorn           | 16′   |
| 2.                | Principal          | 8′    |
| 3.                | Copula             | 8′    |
| 4.                | Viola da Gamba     | 8′    |
| 5.                | Oktav              | 4′    |
| 6.                | Rohrflöte          | 4′    |
| 7.                | Quinte             | 2 ⁄3′ |
| 8.                | Superoctav         | 2'    |
| 9.                | Cornett 4fach      | 4'    |
| 10.               | Mixtur major 5fach | 2'    |
| 11.               | Mixtur minor 5fach | 1'    |
| 12.               | Trompete           | 16'   |
| 13.               | Trompete           | 8'    |

| II. Schwellwerk C–a3 |               |        |
| 14.                  | Bourdon       | 16′    |
| 15.                  | Holzprincipal | 8′     |
| 16.                  | Grobgedackt   | 8′     |
| 17.                  | Salicional    | 8′     |
| 18.                  | Unda maris    | 8'     |
| 19.                  | Principal     | 4'     |
| 20.                  | Viola         | 4'     |
| 21.                  | Nasard        | 2 ⁄3′  |
| 22.                  | Schwegel      | 2′     |
| 23.                  | Terz          | 1 3⁄5′ |
| 24.                  | Mixtur 5fach  | 1 ⁄3′  |
| 25.                  | Basson        | 16'    |
| 26.                  | Oboe          | 8'     |
| 27.                  | Clairon       | 4'     |

| III. Kronpositiv C–a3 |                |       |
| 28.                   | Gedackt        | 8′    |
| 29.                   | Quintade       | 8′    |
| 30.                   | Koppelflöte    | 4′    |
| 31.                   | Principal      | 2′    |
| 32.                   | Quinte         | 1 ⁄3′ |
| 33.                   | Octav          | 1'    |
| 34.                   | Terzsept 2fach |       |
| 35.                   | Krummhorn      | 8'    |

| Pedal C–f1 |                 |                 |
| 36.        | Holzprincipal   | 16′             |
| 37.        | Subbaß          | 16′             |
| 38.        | Quinte          | 10 2⁄3′         |
| 39.        | Octavbaß        | 8′              |
| 40.        | Gedecktbaß      | 8′ (Kleinpedal) |
| 41.        | Offenflöte      | 4′ (K)          |
| 42.        | Nachthorn       | 2′ (K)          |
| 43.        | Rauschbaß 3fach | 5 1⁄3′ (K)      |
| 44.        | Mixtur 6fach    | 2 ⁄3′           |
| 45.        | Bombarde        | 16′             |
| 46.        | Posaune         | 8′              |
| 47.        | Schalmey        | 4′ (K)          |

- Koppeln: II/I, III/I, III/II, I/P, II/P, III/P
- Tremulanten: II, III
- Glockenspiel, Zimbelstern

Das Instrument mit zu vielen Registern auf zu wenig Raum befriedigte von Anfang an nicht. 2012 wurde deshalb der Förderverein Georgsorgel gegründet. 2026 entsteht in einem 1. Bauabschnitt eine Emporenorgel im Funtsch-Gehäuse (34/II/P), die auch Traditionen des Amberger Orgelbaus (Funtsch, Hepp) aufgreift. Im 2. Bauabschnitt wird sie ergänzt durch eine romantische Chororgel (27/II/P) in der Aloisius-Kapelle über der Sakristei. Der Auftrag für den 1. Bauabschnitt mit der Firma Johannes Klais Orgelbau (Bonn) wurde am 8. Dezember 2022 unterzeichnet. Ab dem 11. Februar 2025 baute Orgelbauer Janoš Pušker (Ungarn) die Oberlinger-Orgel ab, sie wird eine neue Heimat in Budapest finden. Im Herbst 2025 beginnt der Einbau der neuen Klais-Orgel.